# Елізабет Скотт (архітекторка)
Елізабет Вітворт Скотт (20 вересня 1898 — 19 червня 1972) — британська архітекторка, яка спроєктувала Королівський Шекспірівський театр у Стретфорді-на-Ейвоні, Англія. Це перша важлива громадська будівля у Великій Британії, спроєктована жінкою-архітектором .

## Дитинство
Скотт народилася в Борнмуті, Англія. Була однією з десяти дітей Бернарда Скотта, хірурга. Вона — двоюрідна племінниця архітекторів Джорджа Гілберта Скотта і Джорджа Фредеріка Бодлі і двоюрідна сестра Джайлза Гілберта Скотта, архітектора Ліверпульського собору.

## Кар'єра
Почалася кар'єра Скотт у архітекторів Девіда Нівена (David Niven) і Герберта Віґлсворта (Herbert Wigglesworth), які спеціалізувалися на скандинавському стилі. Надалі, вона стала помічником Луї де Суассона, прогресивного архітектора, який працював у сучасному стилі для нового міста-саду Веліна, Гартфордшир, і модерністом Олівером Гіллом.

### Меморіальний театр Шекспіра
1927 року оголошено конкурс на заміну згорілого Шекспірівського меморіального театру, і в ньому брала участь Скотт. Коли вона працювала у Моріса Честертона в Гемпстеді і Лондоні, Честертон погодився перевіряти її пропозиції щодо здійсненності (Моріс Честертон був двоюрідним братом публіциста А. К. Честертона). Дочка Моріса Честертона Елізабет Честертон в останньому інтерв'ю зізналася, що вона вірить, що конкурсну роботу, виконану за участі Честертона, навмисно подано під ім'ям Скотт, хоча сам Честертон заперечував свою участь у проєкті. У підготовці заявки Скотт допомагали студенти Елісон Сані і Джон Чієн Шепард. Після перемоги в конкурсі (серед 72 робіт) четвірка сформувала товариство, щоб підготувати докладні плани проєкту і керувати будівництвом.
Реакція на задум Скотт була неоднозначною. Газета «The Manchester Guardian» припустила, що хоча проєкт відповідав меті, його масивність у маленькому містечку була «вражаючою … жахливою [і] жорстокою». Газета «Times» не погодилася з критикою, зазначивши, наскільки добре будівля пристосована до контурів річки і ландшафту. Сер Едвард Елгар, якому тоді було 75 років, мав стати новим музичним керівником театру. Після відвідин будівлі він так розлютився на Скотт, не прийнявши її бачення дизайну, що відмовлявся заходити всередину. Драматург Бернард Шоу був твердим прихильником задуму Скотт як єдиного, що демонстрував театральний сенс. Сама Скотт визнала, що в своєму дизайні вона не мала наміру приховувати функціональність будівлі.
Більшість критики спрямовувалось на зовнішню форму будівлі. Працюючи над проєктом, Скотт зверталась до театральних консультантів — Вільяма Бріджеса-Адамса, Баррі Джексона і театрального художника Нормана Вілкінсона. Однією з особливостей будівлі, відзначених у спеціальному випуску модерністського «Архітектурного огляду» в червні 1932 року, стала відсутність у будівлі зовнішнього оздоблення.
З нинішньої точки зору театр, тепер званий Королівським Шекспірівським театром, вважається національно значущою будівлею, зразком архітектури сучасного муніципального стилю.

### Пізня кар'єра
Скотт почала співпрацювати з Джоном Бреквеллом, а коли Джон Шепард і Елісон Слайлі одружилися, з'явилася спілка «Скотт, Шепард і Бреквелл». Жоден з подальших проєктів спілки не мав популярності, хоча їхня робота 1938 року над будівлею Фосетта в коледжі Ньюнем, Кембридж заслуговує на увагу. У післявоєнний період Скотт повернулася в Борнмут, де працювала з Рональдом Філліпсом і партнерами. У 1960-х роках вона вступила на державну службу, працюючи в архітектурному відділі Борнмутського міського округу над такими проєктами, як новий павільйон і театр на пірсі Борнмута. Ці досить прості проєкти не відбивали раннього таланту Скотт, значною мірою забута, вона була не здатна реалізувати ранніх планів.
1968 року Елізабет Скотт вийшла на пенсію.

## Фемінізм
Свою кар'єру Елізабет Скотт почала 1924 року. У той час не було видатних жінок-архітекторів, і вибір її проєкту реконструкції Меморіального Шекспірівського театру після того, як його зруйнувала пожежа, спричинений успіхом у міжнародному конкурсі. Її досягнення і рішення наймати, де можливо, жінок-архітекторів для допомоги в розробці дизайну в Стратфорді, зіграли важливу роль у відкритті цієї професії для жінок. Скотт не була відвертою феміністкою, але її пов'язують із прогресивним рухом, що спростовує традиційні уявлення про жінок і професії. Вона була спокійною і практичною феміністкою і, залучаючи жінок у свої дизайнерські проєкти, сприяла розширенню прийняття жінок у професію. Їй не подобалося, коли її називали «жінкою-архітектором», а не просто архітектором. Елізабет Скотт була сороптимісткою і активною членкинею Сороптимістської організації Борнмута.

## Сім'я
1936 року Елізабет Скотт вийшла заміж за Джорджа Річардса.
Вона померла в Борнмуті 19 червня 1972 року.

## Британський паспорт
У листопаді 2015 року оголошено, що Елізабет Скотт стане однією з двох британських жінок, (інша — Ада Лавлейс) яких зобразять на новому британському паспорті, який буде видаватися протягом 5 років.